# Iatromante
Un iatromante (grec ancien: ἰατρόμαντις , de ἰατρός, iatros « médecin » et μάντις, mantis "« devin ») est, dans la Grèce antique, un « médecin-devin » ou encore un « médecin infaillible ». Il se rapproche des chamans d'Asie. La pratique des iatromante s'appelle iatromantique.

## Fonction et figures

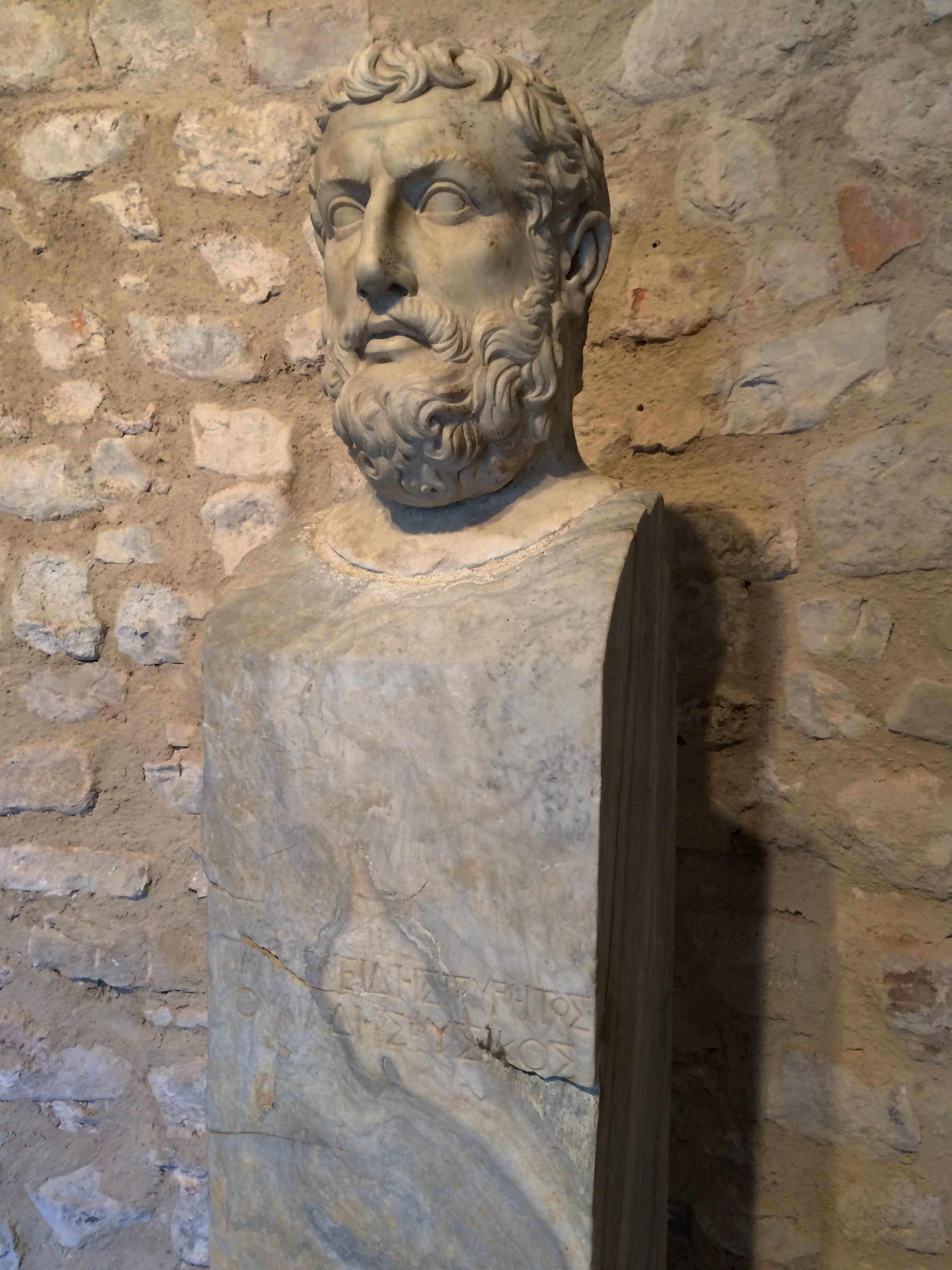
Parménide d'Élée fut peut-être un iatromante. Buste provenant du Parc archéologique de Paestum-Vélia, Italie.

Le iatromante est à la fois un guérisseur et un voyant, et on peut voir en lui une forme grecque relevant d'une tradition plus large de chaman d'Asie ou d'Asie centrale. Ce type est lié à des figures semi-mythiques telles que Abaris le Scythe, Aristée de Proconnèse, Epiménide de Crête, et Hermotime de Clazomène, ou encore Empédocle d'Agrigente et Pythagore de Samos.
Durant la période classique, Eschyle désigne par ce mot Apollon ainsi qu'un des fils de celui-ci, prénommé Apis,.

## Pratiques
Au cours de transes, les iatromantes, comme les chamans, établissaient des diagnostics, prescrivaient des traitements et faisaient des pronostics. Ils sont aussi censés pouvoir pratiquer la thaumaturgie, l'ubiquité, l'anamnèse des vies antérieures, le voyage extatique ou encore la translation dans l'espace.

### Incubation
Ces guérisseurs voyants se livraient aussi à l'incubation (ἐγκοίμησις, « enkoimesis ») extatique et méditative, qui était l'une de leurs principales pratiques. Plus qu'une technique médicale, l'incubation permettrait à un homme d'expérimenter un quatrième état de conscience différent du sommeil, du rêve, ou de l'éveil ordinaire: un état que Kingsley décrit comme « conscience de soi » et qu'il compare à la turiya ou au samādhi du yoga indien traditionnel. Kingsley voit dans Parménide  comme un iatromante, une mise en rapport à la fois « fascinante » et « en tant que déclaration qui vise la vérité, très difficile à évaluer » selon le chercheur Mitchell Miller. 
À titre d'exemple, l'incubation est courante dans le sanctuaire du devin Amphiaraos, qui continue après sa mort à vaticiner pour les pèlerins et les visiteurs qui passent la nuit dans son sanctuaire. Le postulant est visité en rêve par le dieu qui lui délivre un oracle (oniromancie) ou — alors dans une perspective iatromantique — lui prescrit un remède ou le guérit directement. 
Toute une tradition pythagoricienne et platonicienne continuera à vanter les capacités des iatromantes, voyant en eux des êtres semi-divins, et cherchera à les imiter en appliquant des méthodes théurgiques qui seront codifiées à l'époque romaine.

## Sanctuaires

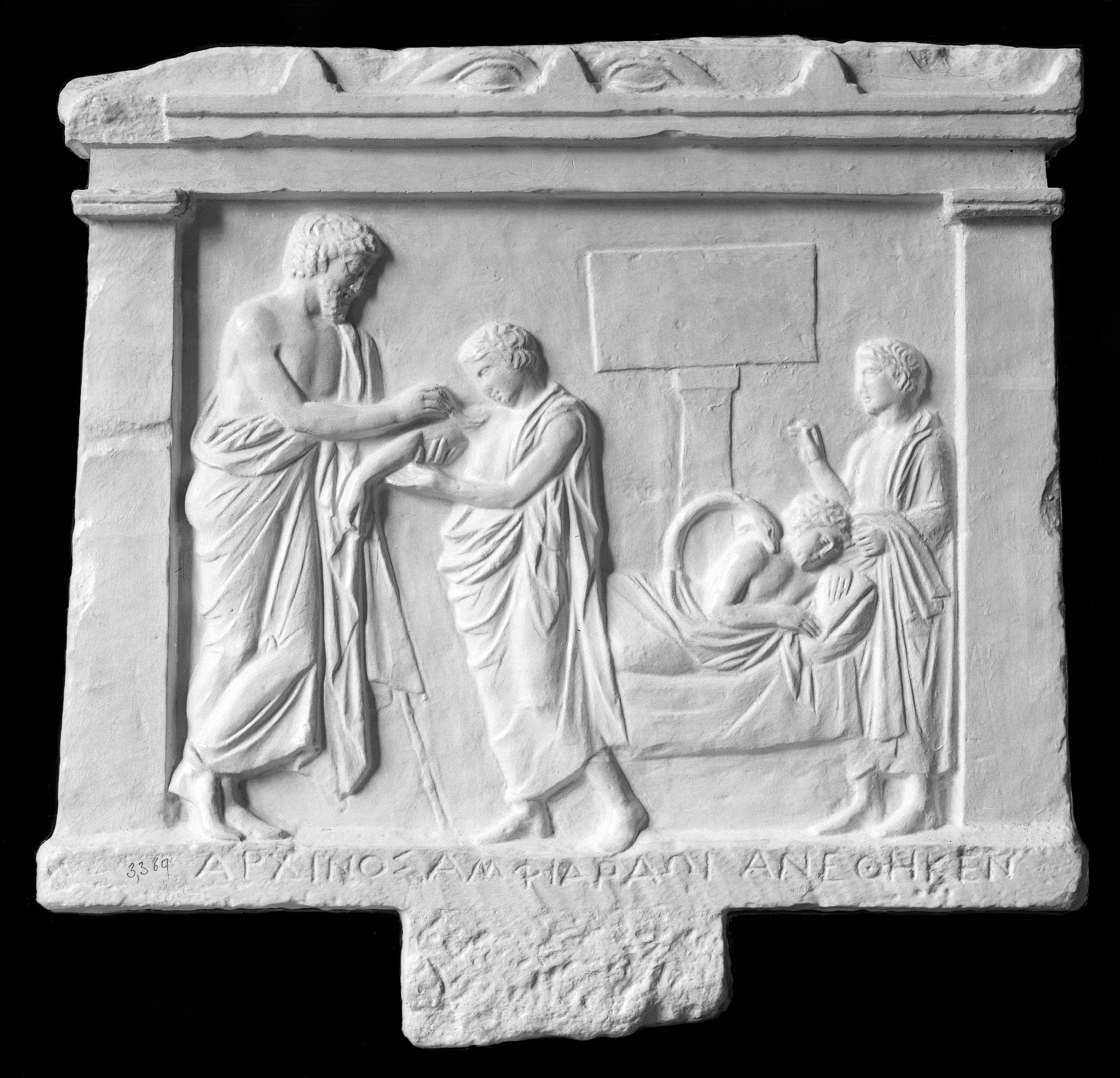
Relief votif en marbre en forme de Naiskos (petit temple), trouvé dans le sanctuaire d'Amphiaraos à Oropos, 400-350 avant J.-C. Musée national archéologique d'Athènes.

Un certain nombre de sanctuaires pratiquaient la iatromantique. Par exemple l'Amphiareion d'Oropos, sanctuaire oraculaire du devin Amphiaraos mentionné ci-dessus, fondé vers 420 av. J.-C. resta prospère (avec des hauts et des bas) jusqu'au temps de Pausanias (IIe siècle apr. J.-C.). La chose est attestée par de très nombreux ex-voto et des inscriptions, dont les dernières datent de la première moitié du IIIe siècle. Un autre centre important de Béotie était le Trophonios.
Il semble établi que les sanctuaires faisaient payer les services fournis aux pèlerins, comme la iatromancie, les rituels de guérison ou encore la consultation des oracles.